# Crema frangipane

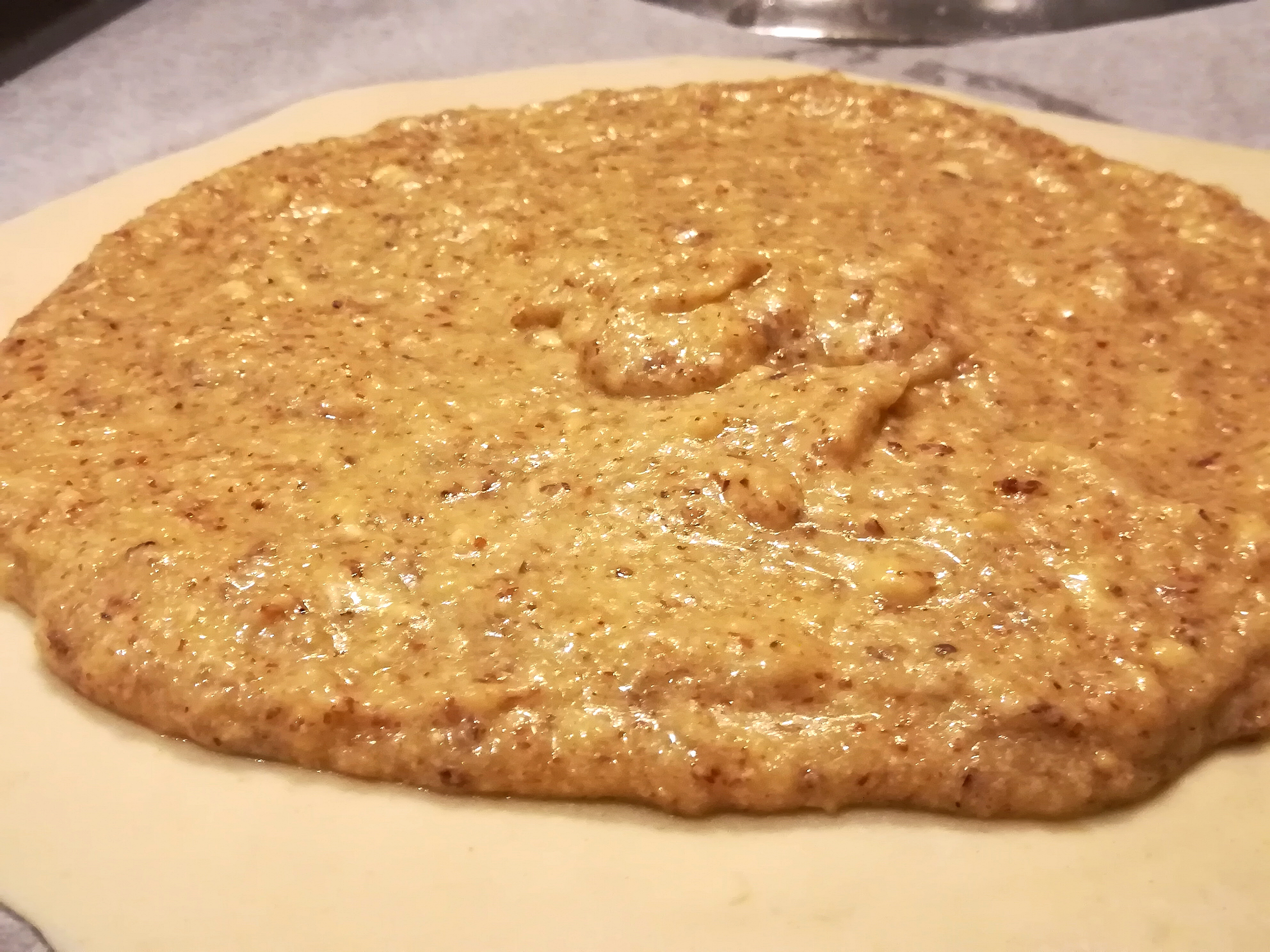
Crema frangipane

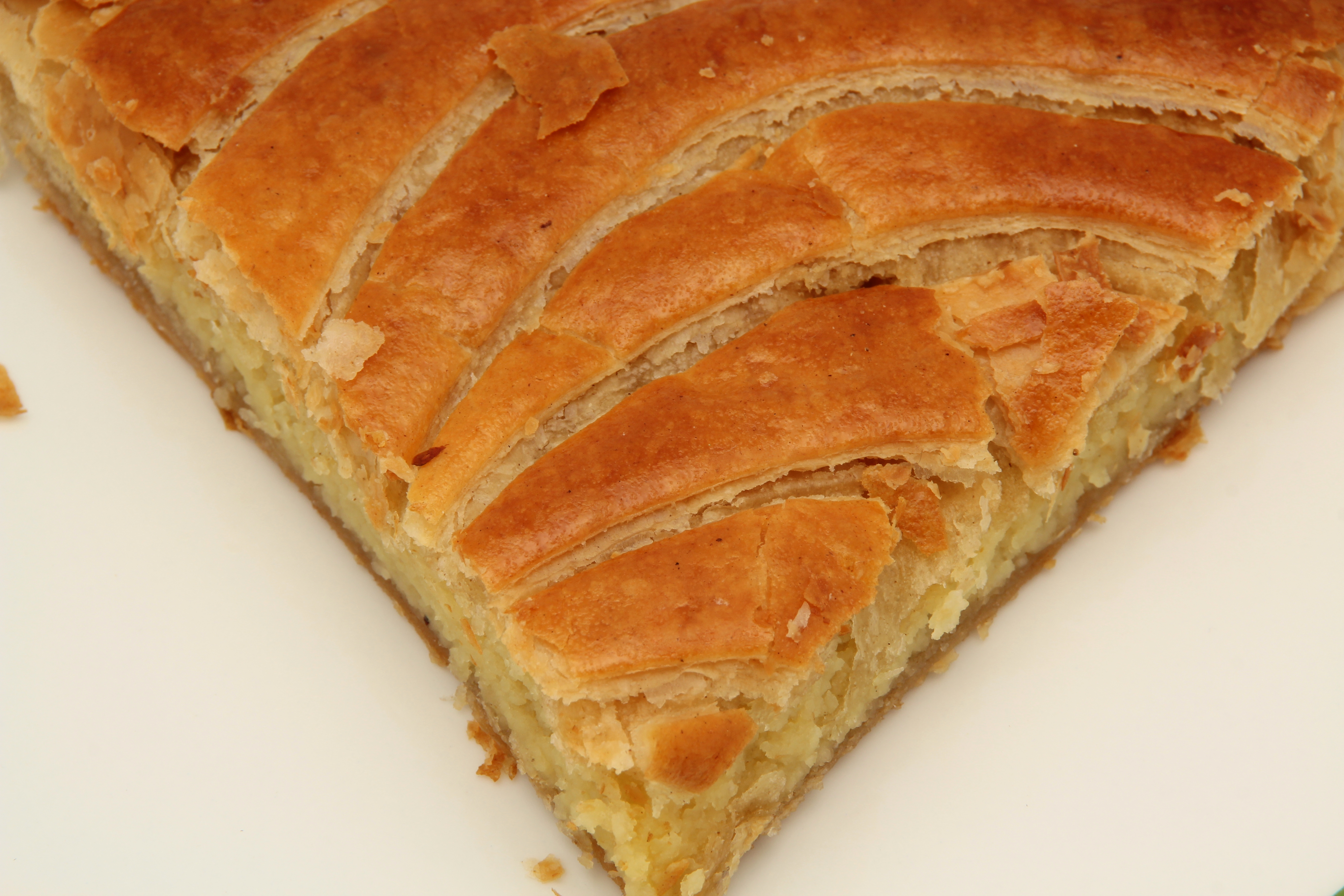
Galette des Rois

La crema frangipane, o semplicemente frangipane, è una farcitura francese a base di farina di mandorle, utilizzata nella preparazione della Galette des rois. Alla farina di mandorle vengono uniti zucchero, burro, uova a cui si possono aggiungere aromi.

## Origine
Le prime ricette conosciute sono la torta Franchipane e la torta alla crema di mandorle attestata nel 1651, da François Pierre de La Varenne.
La parola frangipane viene utilizzata in francese per designare preparazioni al profumo di mandorla.
Storicamente il termine frangipane si ritrova in varie espressioni come poire dauphine o poire de frangipane d'automne o guanti frangipane profumati con un profumo inventato per la famiglia Frangipani. La parola venne usata prima per designare la pianta del frangipani, da cui si estraeva il profumo omonimo, poi il profumo della mandorla, per la loro somiglianza. 

## Profilo nutrizionale
La farina di mandorle fornisce una piccola quantità di acidi grassi monoinsaturi e acidi grassi polinsaturi, utili per la prevenzione di malattie cardiovascolari, e di magnesio, utile per il sistema nervoso e le difese immunitarie.
La crema pasticcera fornisce un po' di proteine, grazie al contenuto di uova e latte, e permette di rendere il tutto più leggero, riducendo la quantità di burro necessaria. Tra gli svantaggi, la quantità di grassi rimane considerevole (da 24 a 25 g/100 g), soprattutto per quelli saturi, noti per i loro effetti nocivi sul sistema cardiovascolare se consumati in quantità eccessive.

## Omonimia
L'arbusto comunemente chiamato frangipani condivide con questa crema l'odore, ma non è in alcun modo coinvolto nella sua preparazione.
"Frangipane" è anche il nome di un cocktail analcolico a base di cocco, banana, fragola e frutti tropicali come il frutto della passione.